# 715 Transvaalia
715 Transvaalia este un asteroid din centura principală, descoperit pe 22 aprilie 1911, de astronomul sud-african Harry Edwin Wood.

## Denumirea asteroidului
A primit la descoperire denumirea provizorie 1911 LX.
Asteroidul poartă numele unei foste provincii din Republica Africa de Sud, Transvaal, situată în nord-estul acestui stat.

## Caracteristici
715 Transvaalia prezintă o orbită caracterizată de o semiaxă majoră egală cu 2,7664542 u.a. și de o excentricitate de 0,0859415, înclinată cu 13,81305° în raport cu ecliptica.